# Live Live Live Extra
『Live Live Live Extra』（ライブ・ライブ・ライブ・エクストラ）は、1997年11月5日にリリースされたX JAPANのライブアルバム。1997年10月15日にポリドール・レコードからリリースされた『LIVE LIVE LIVE TOKYO DOME 1993-1996』と同時期にYOSHIKIがプロデュースした。
ライブでの「Orgasm」がノーカットで収録されており、全編英語歌詞のテイクは本作がCD初収録である。また、クレジットはされていないが、HEATHとHIDEのソロコーナーは各々のソロ名義で発表された楽曲の演奏であり、ピアノソロでは「CRUCIFY MY LOVE」の一部が弾かれている。
なお、「PIANO SOLO」のみ1995年12月31日の東京ドームで行われたライブ『DAHLIA TOUR 1995-1996』でのテイクで収録され、他の6曲は、1996年12月31日の東京ドームで行われたライブ『DAHLIA TOUR FINAL 1996 TOKYO DOME 2DAYS 〜無謀な夜〜』でのテイクが収録されている。

## 収録曲
| #         | タイトル                 | 作詞  | 作曲・編曲 | 時間  |
| --------- | ------------------------ | ----- | ---------- | ----- |
| 1.        | 「KURENAI」              |       |            | 7:02  |
| 2.        | 「WRIGGLE」              |       |            | 1:27  |
| 3.        | 「HEATH SOLO (Traitor)」 |       |            | 4:22  |
| 4.        | 「HIDE SOLO (POSE)」     |       |            | 8:02  |
| 5.        | 「PIANO SOLO」           |       |            | 5:26  |
| 6.        | 「DRUM SOLO」            |       |            | 9:02  |
| 7.        | 「ORGASM」               |       |            | 15:43 |
| 合計時間: | 合計時間:                | 51:04 |            |       |